# Сеглец
Сеглец (рум. Segleț) — село у повіті Долж в Румунії. Входить до складу комуни Вела.
Село розташоване на відстані 214 км на захід від Бухареста, 32 км на захід від Крайови.

## Населення
За даними перепису населення 2002 року у селі проживали 34 особи, усі — румуни. Усі жителі села рідною мовою назвали румунську.